# Bistum Tuxpan
Das Bistum Tuxpan (lateinisch Dioecesis Tuxpaniensis, spanisch Diócesis de Tuxpan) ist eine in Mexiko gelegene römisch-katholische Diözese mit Sitz in Tuxpan.

## Geschichte
Das Bistum Tuxpan wurde am 9. Juni 1962 durch Papst Johannes XXIII. mit der Apostolischen Konstitution Non latet aus Gebietsabtretungen der Bistümer Huejutla, Papantla, Tulancingo und Tampico errichtet und dem Erzbistum Jalapa als Suffraganbistum unterstellt.

## Bischöfe von Tuxpan
- Ignacio Lehonor Arroyo, 1963–1982
- Mario de Gasperín Gasperín, 1983–1989, dann Bischof von Querétaro
- Luis Gabriel Cuara Méndez, 1989–2000, dann Bischof von Veracruz
- Domingo Díaz Martínez, 2002–2008, dann Erzbischof von Tulancingo
- Juan Navarro Castellanos, 2009–2021
- Roberto Madrigal Gallegos, seit 2021